# Campionati italiani assoluti di scherma del 1978
I Campionati italiani assoluti di scherma del 1978 sono stati organizzati dalla Federazione Italiana Scherma e si sono svolti a Salerno in Campania.
Nel fioretto, si sono aggiudicati i titoli dei campionati italiani Carlo Montano, al suo terzo titolo, e Patrizia Caglioni, alla sua seconda affermazione dopo quella del 1975.
Il titolo della spada è andato per la seconda volta, dopo quella del 1974, a Stefano Bellone.
Nella sciabola Michele Maffei ha vinto il suo terzo titolo nazionale maschile.
Nei campionati italiani a squadre maschili il Circolo Scherma Mestre ha vinto il suo secondo titolo nel fioretto, mentre il Circolo della Spada Mangiarotti di Milano ha vinto per la quarta volta nella spada; nella sciabola c'è stato il terzo successo del CUS Napoli.
Il campionato italiano di fioretto a squadre femminili è andato per la prima volta al Circolo Scherma Mestre.

## Podi

### Uomini
| Specialità  | Oro                                 | Argento | Bronzo |
| Individuali |                                     |         |        |
| Fioretto    | Carlo Montano                       | -       | -      |
| Spada       | Stefano Bellone                     | -       | -      |
| Sciabola    | Michele Maffei                      | -       | -      |
| A squadre   |                                     |         |        |
| Fioretto    | Circolo Scherma Mestre Mauro Numa - | -       | -      |
| Spada       | Circolo della Spada Mangiarotti -   | -       | -      |
| Sciabola    | CUS Napoli Ferdinando Meglio -      | -       | -      |

### Donne
| Specialità  | Oro                      | Argento | Bronzo |
| Individuali |                          |         |        |
| Fioretto    | Patrizia Caglioni        | -       | -      |
| A squadre   |                          |         |        |
| Fioretto    | Circolo Scherma Mestre - | -       | -      |